# Trung tâm Lakhta
Trung tâm Lakhta  (tiếng Nga: Ла́хта це́нтр, chuyển tự: Lahta Centr)  là một tòa nhà chọc trời 87 tầng hiện đang được xây dựng ở ngoại ô  Lakhta, ở Sankt-Peterburg, Nga.  Với độ cao 462,3 mét (1516 ft), Trung tâm Lakhta là một tòa nhà cao nhất ở Nga, tòa nhà cao nhất châu Âu, và tòa nhà cao thứ 13 trên thế giới.   Trung tâm Lakhta cũng là cấu trúc cao thứ hai ở Nga và châu Âu, phía sau tháp Ostankino ở Moskva.
Công tác xây dựng Trung tâm Lakhta bắt đầu vào ngày 30 tháng 10 năm 2012; nó đã được đứng đầu vào ngày 29 tháng 1 năm 2018.  Trung tâm Lakhta đã vượt qua Tháp Vostok của Tháp Liên bang ở Moskva là tòa nhà cao nhất ở Nga và châu Âu vào ngày 5 tháng 10 năm 2017. Trung tâm được thiết kế để phát triển hỗn hợp quy mô lớn: sáng tác các cơ sở công cộng và văn phòng. Tòa nhà được thiết kế bởi Tony Kettle, tác giả của thiết kế, trong khi tại RMJM. Dự án sau đó được tiếp tục bởi GORPROJECT (2011-2017) dựa trên Khái niệm RMJM (2011) theo nhà thầu chính, Rönesans Holding. Trung tâm Lakhta dự định trở thành trụ sở mới của công ty năng lượng Nga Gazprom.
Các công nghệ bền vững về môi trường của Trung tâm Lakhta giúp khu phức hợp được chứng nhận Gold  LEED. Việc đổ bê tông nền đáy của nền tảng của Trung tâm Lakhta được đăng ký bởi sách kỷ lục thế giới Guinness là mẻ bê tông liên tục lớn nhất; 19.624 mét khối bê tông đã được sử dụng, đó là khoảng 3.000 mét khối nhiều hơn trong hồ sơ tương tự trước đó đăng ký tại Tháp Wilshire Grand.    Bức tường màn của tòa tháp cũng là mặt tiền uốn cong lớn nhất thế giới theo khu vực.

## Ảnh

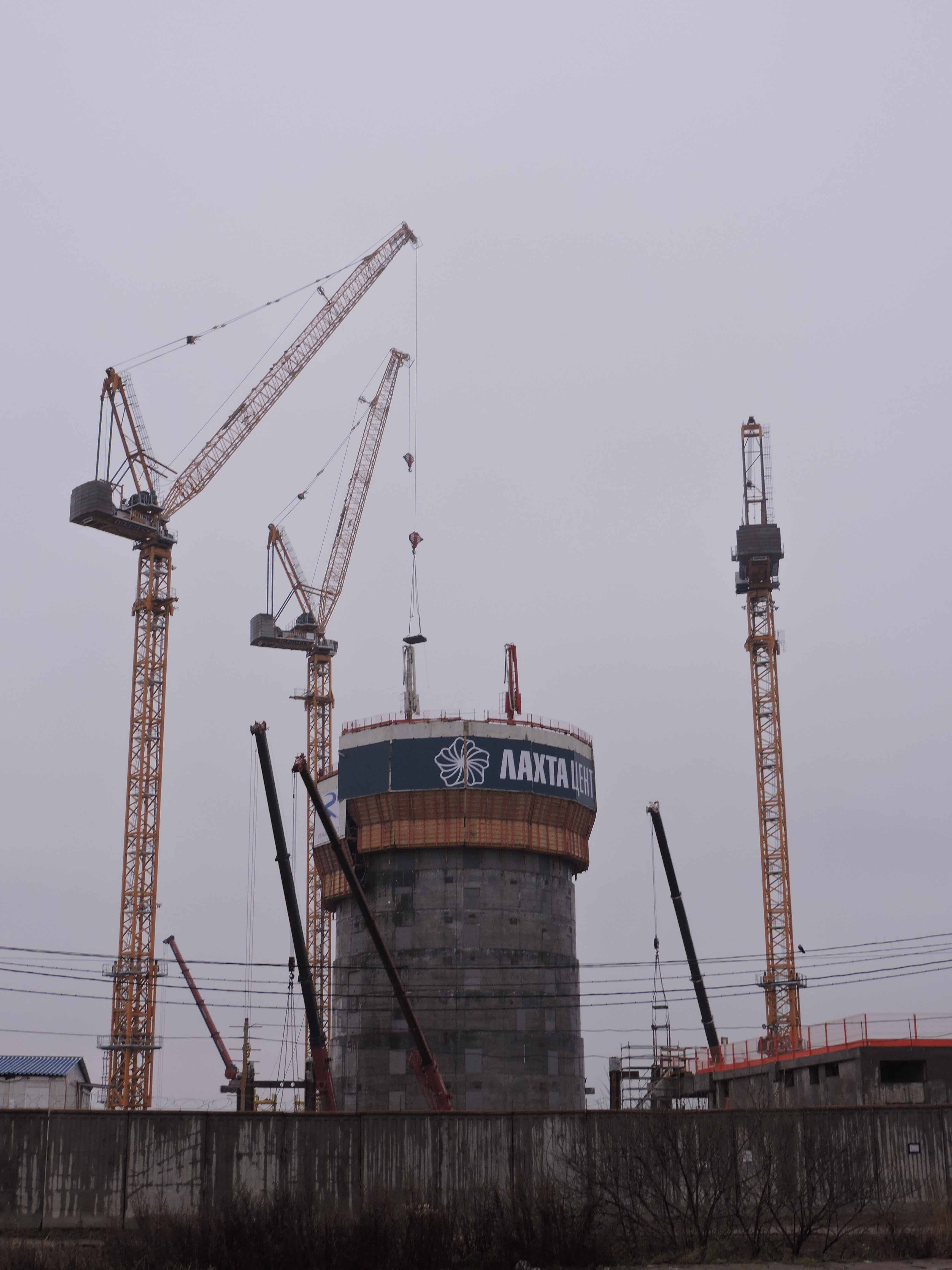
Tháng Mười một năm 2015
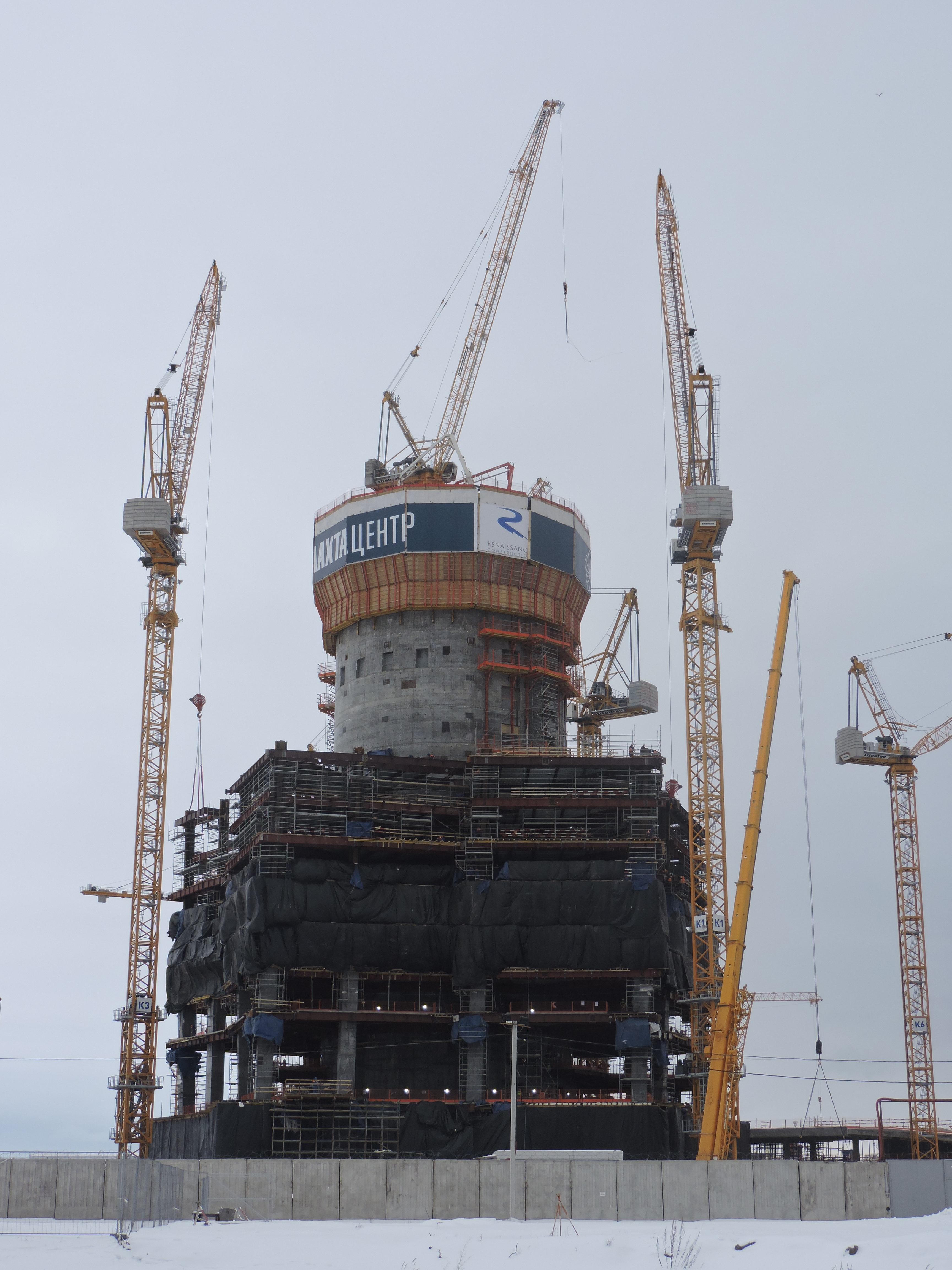
Tháng Hai năm 2016
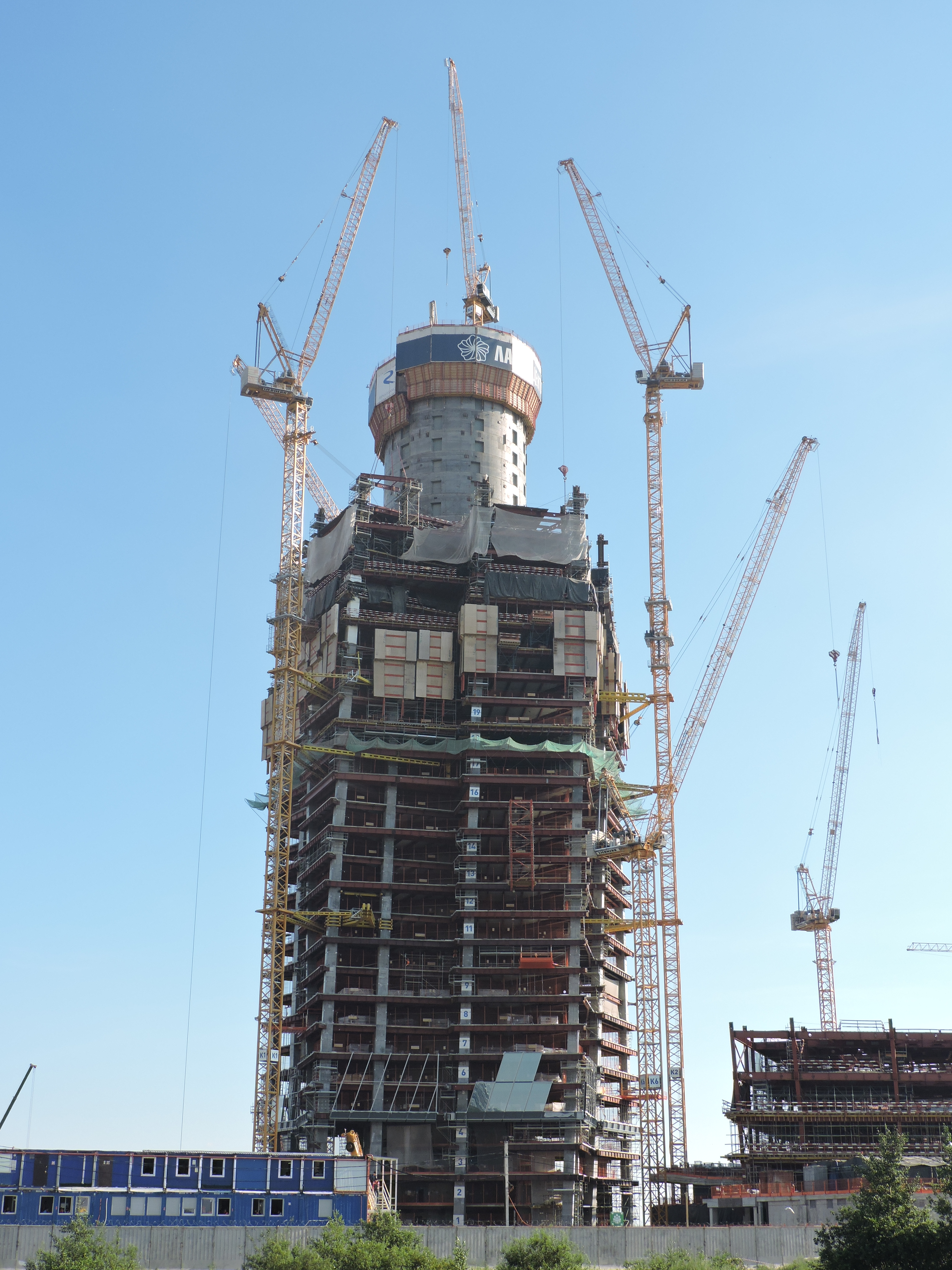
Tháng Bảy năm 2016
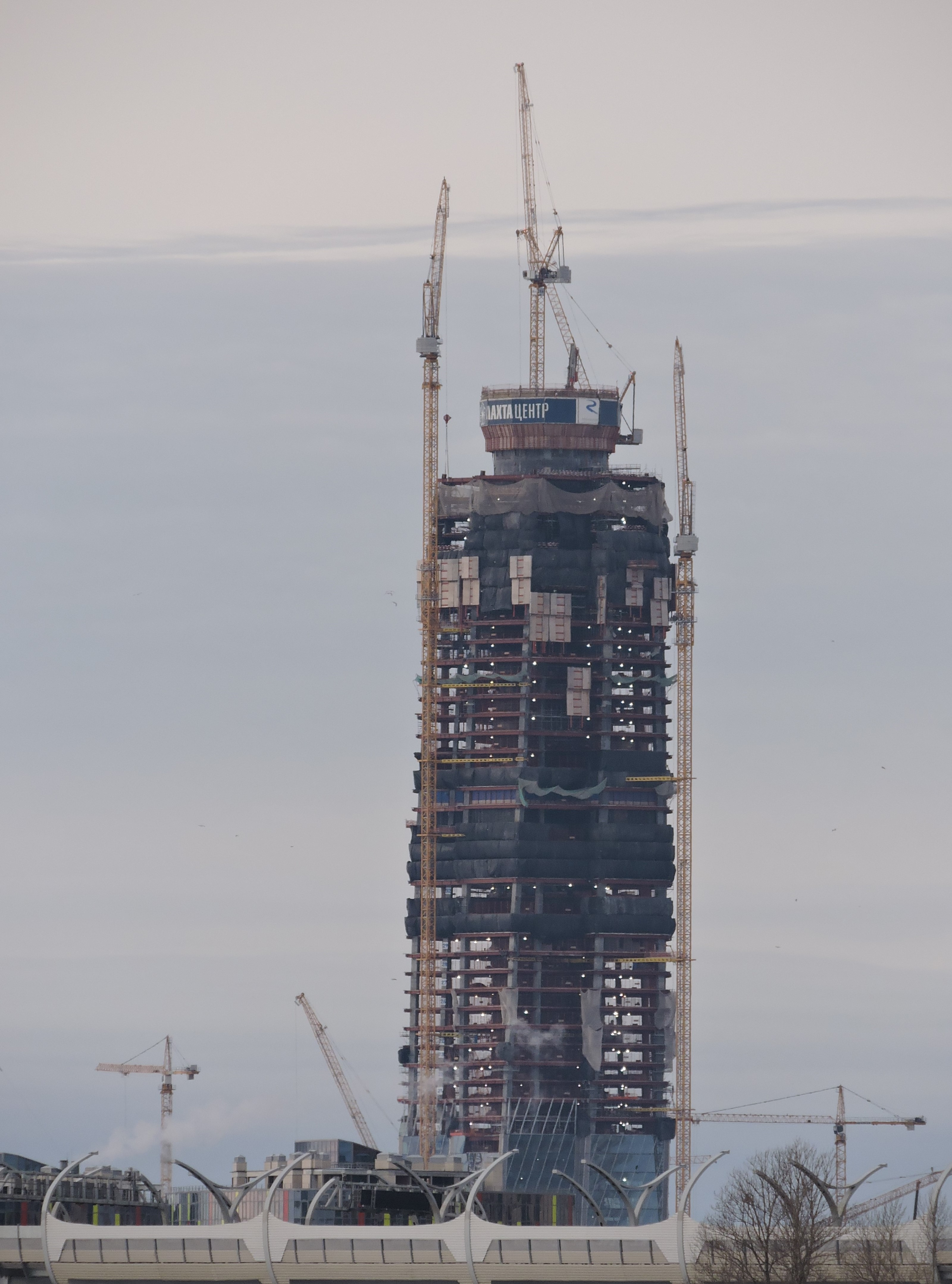
Tháng Mười hai năm 2016
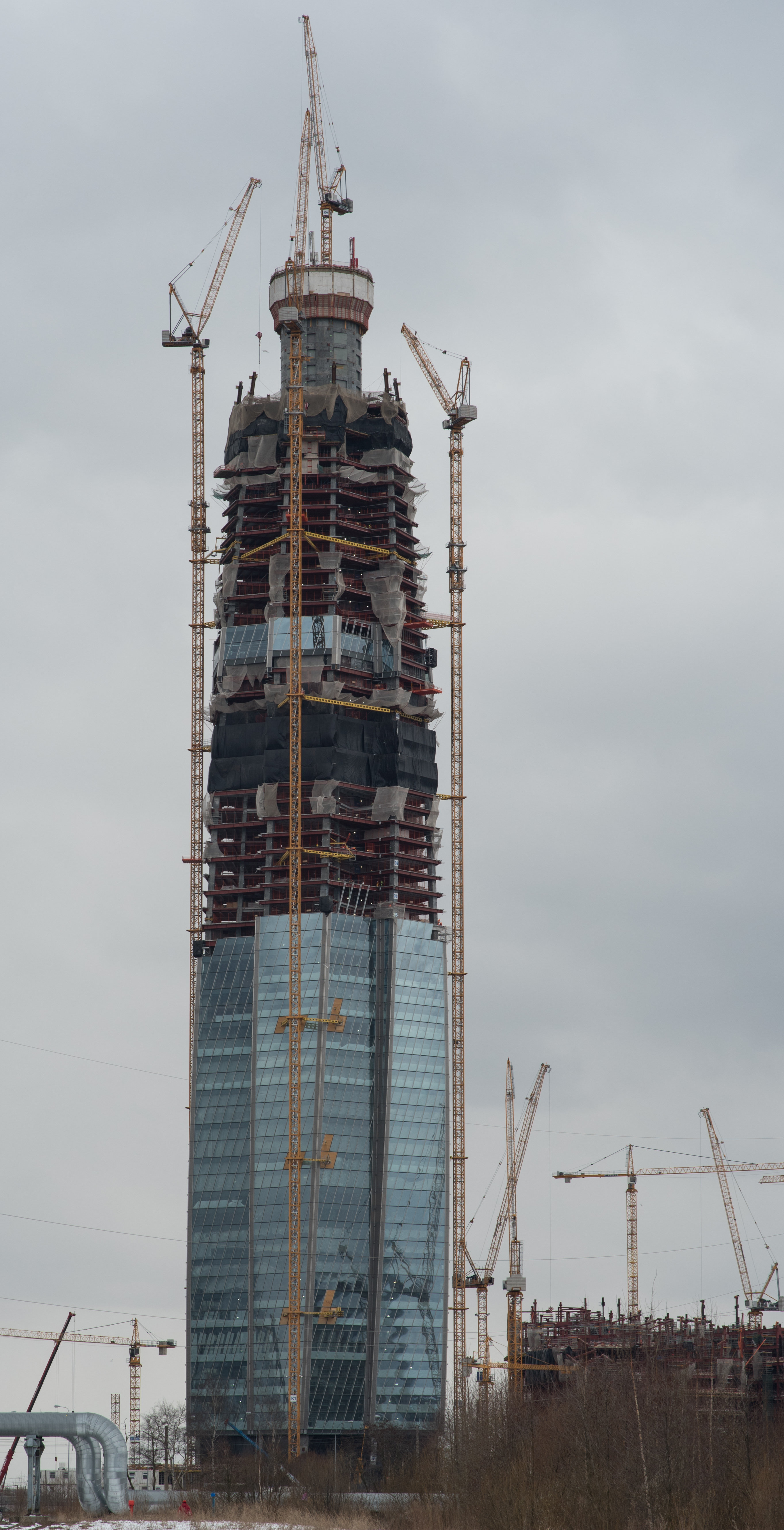
Tháng Tư, 2017
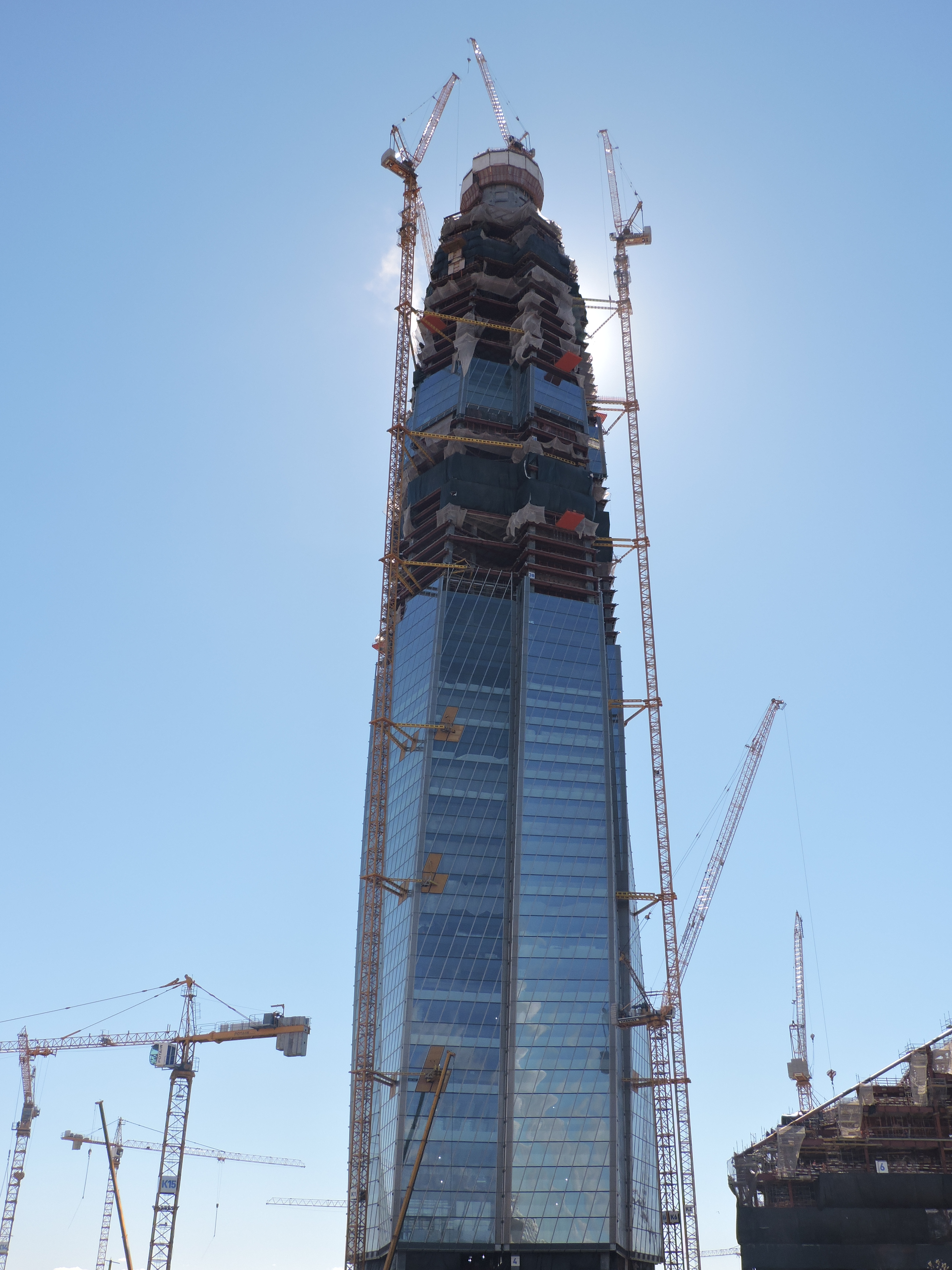
Tháng Năm, 2017
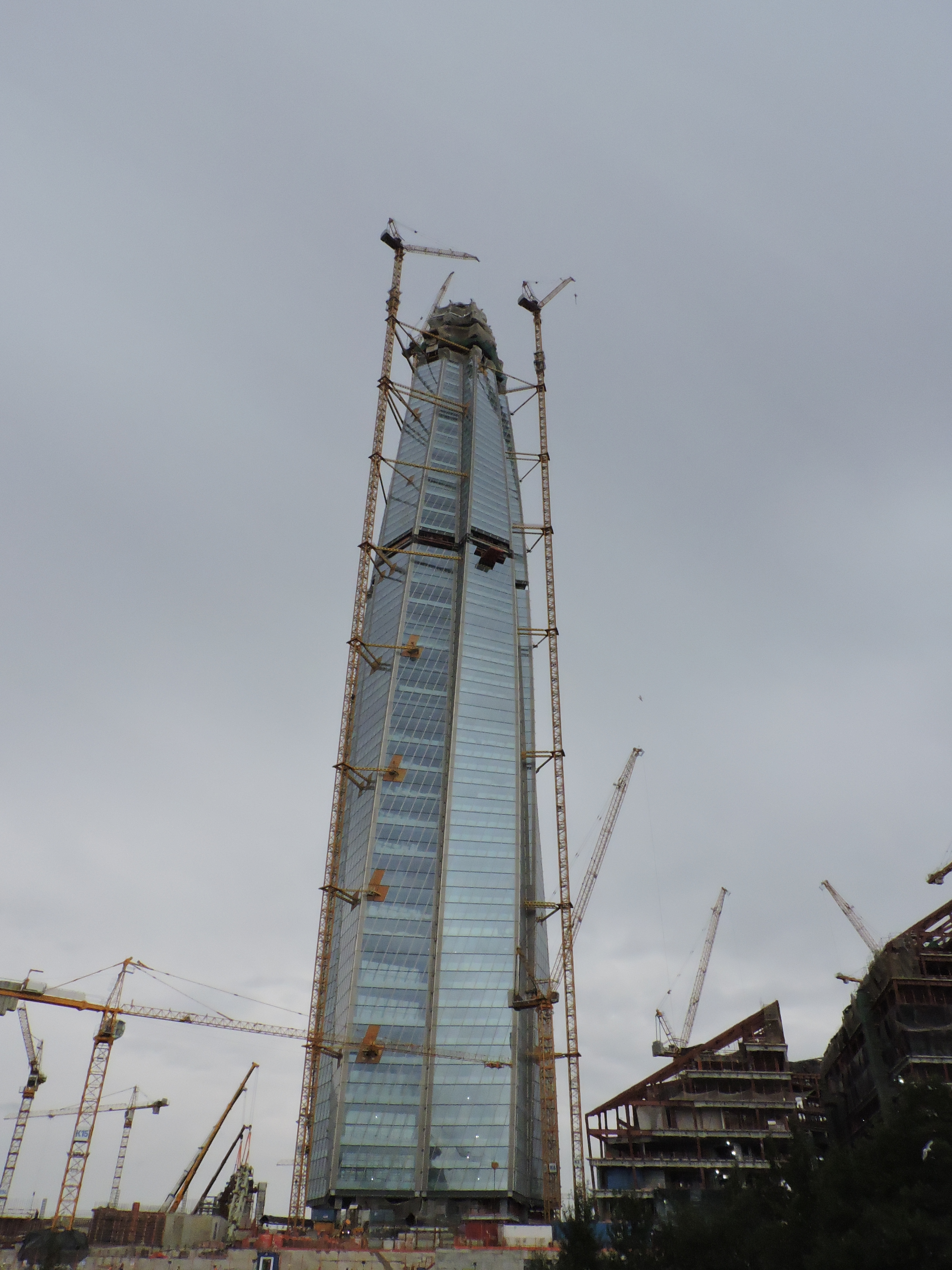
Tháng chín, 2017
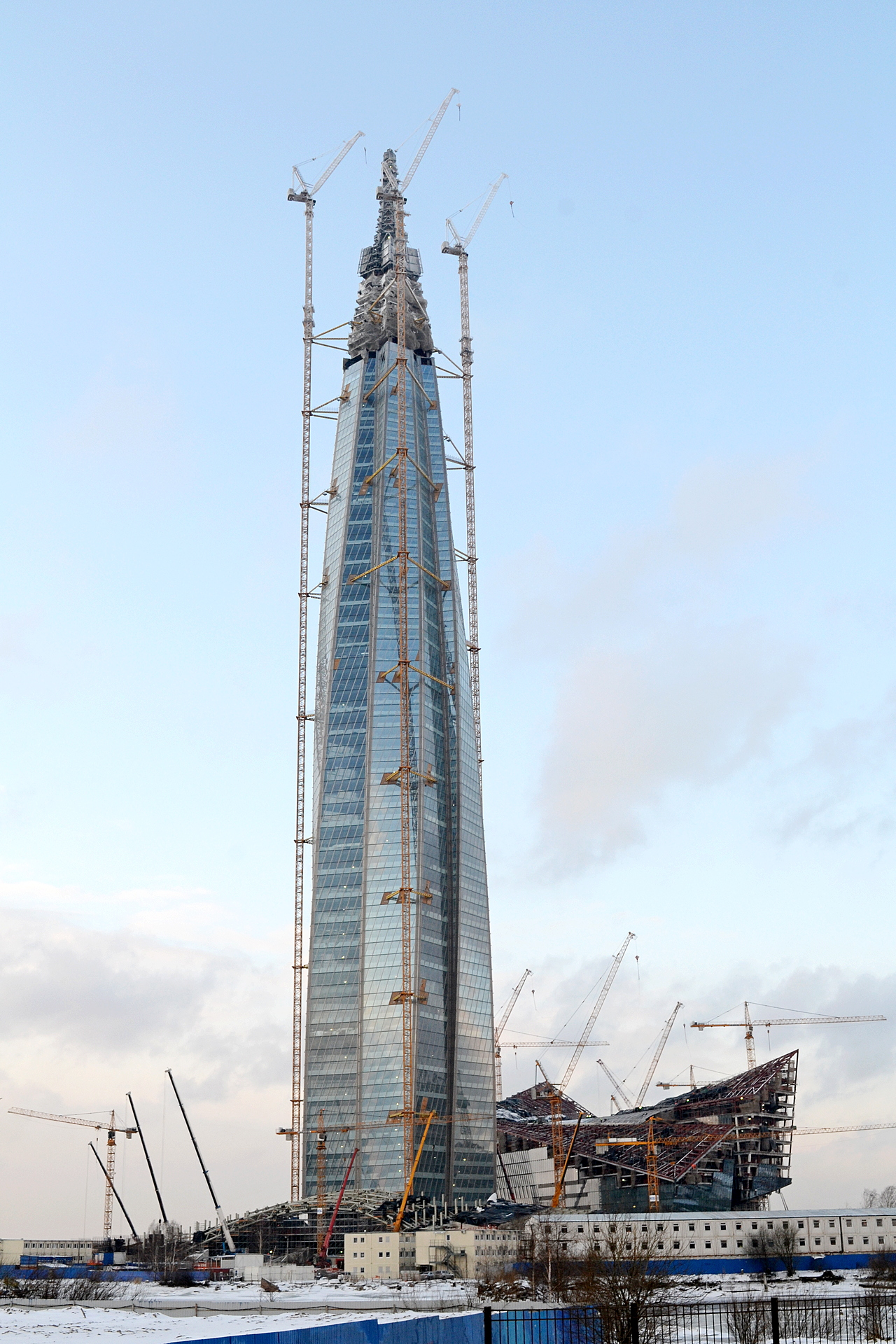
Tháng Một, 2018
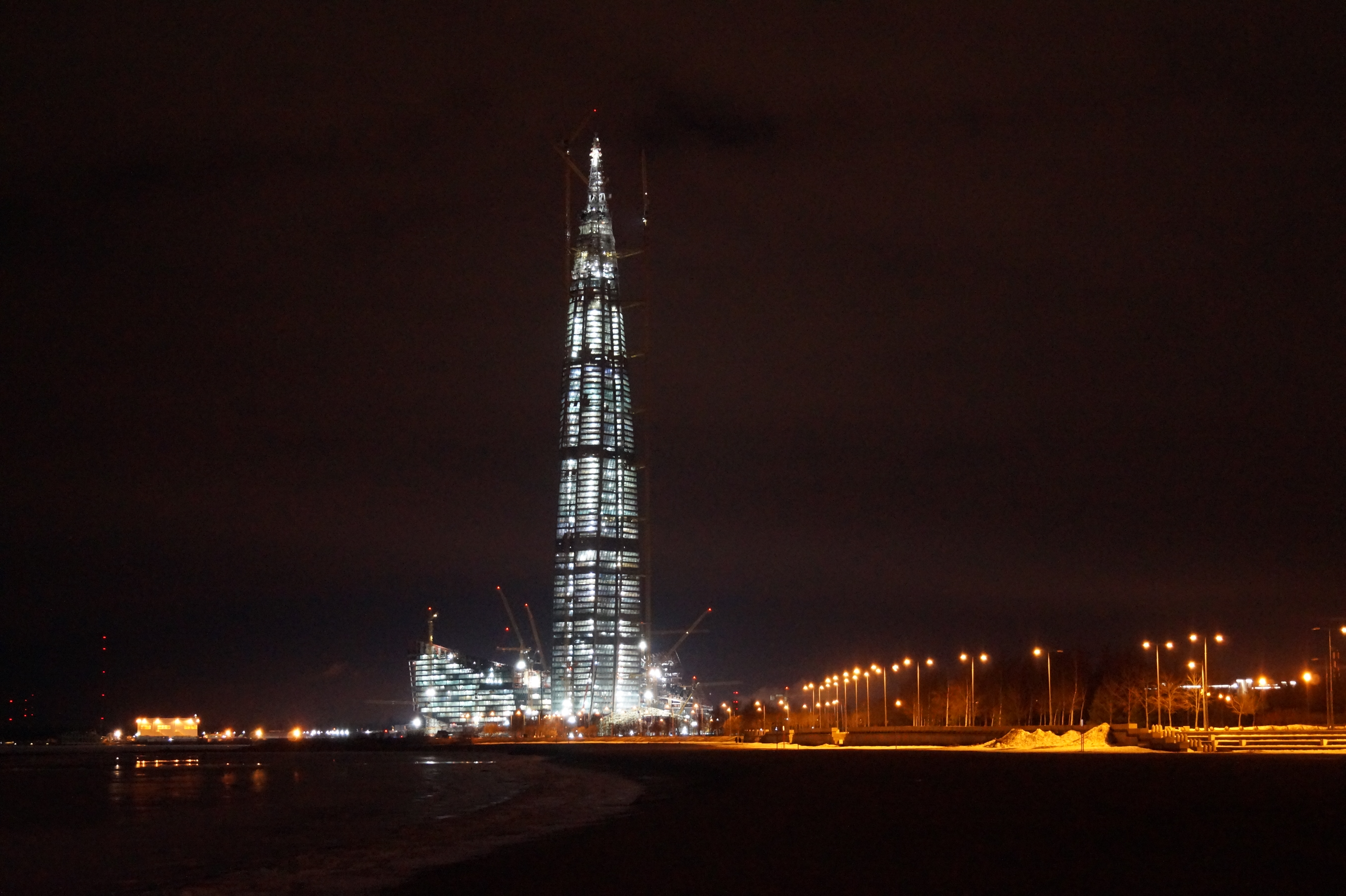
Tháng Một, 2018
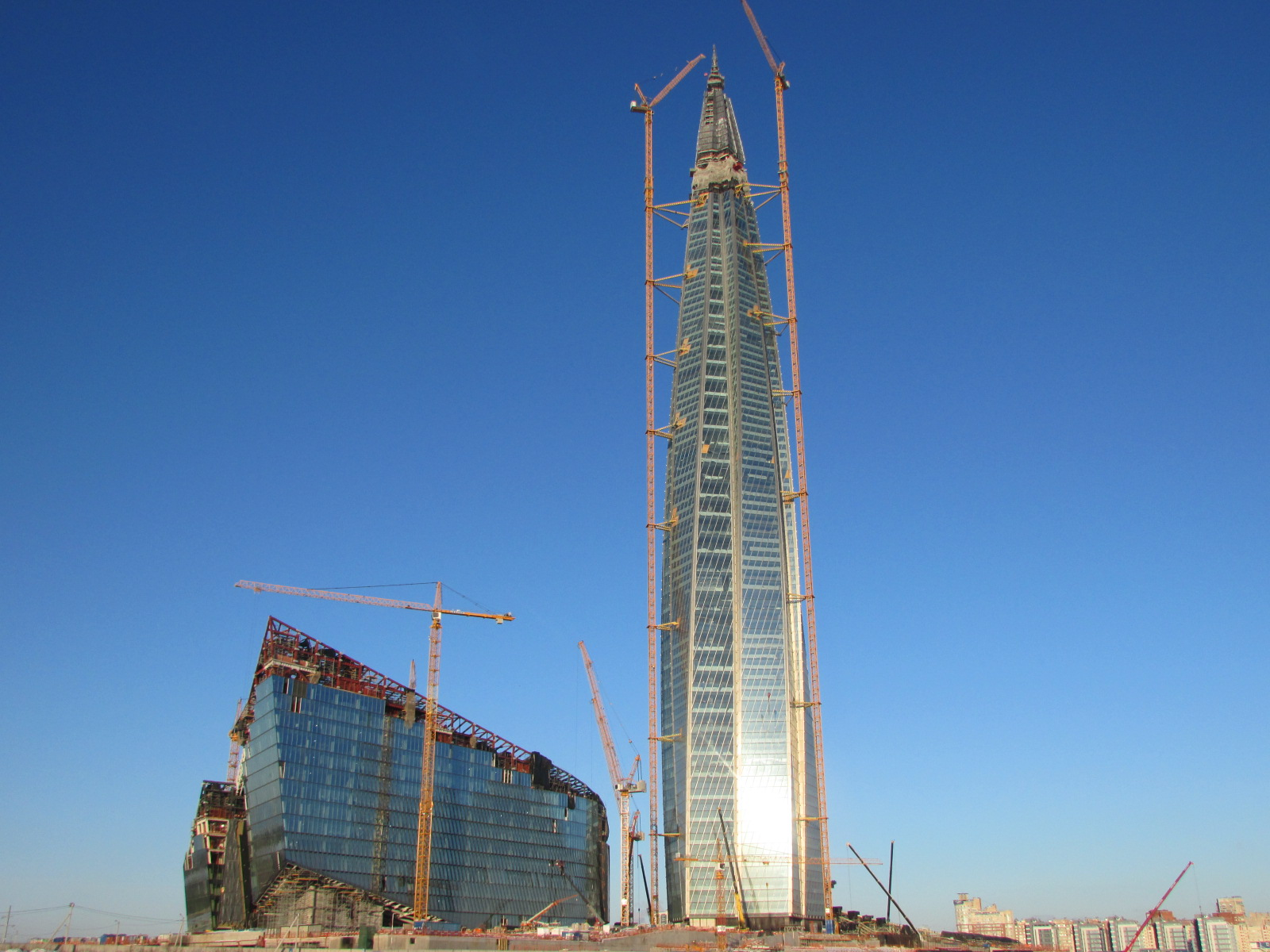
Tháng Hai, 2018
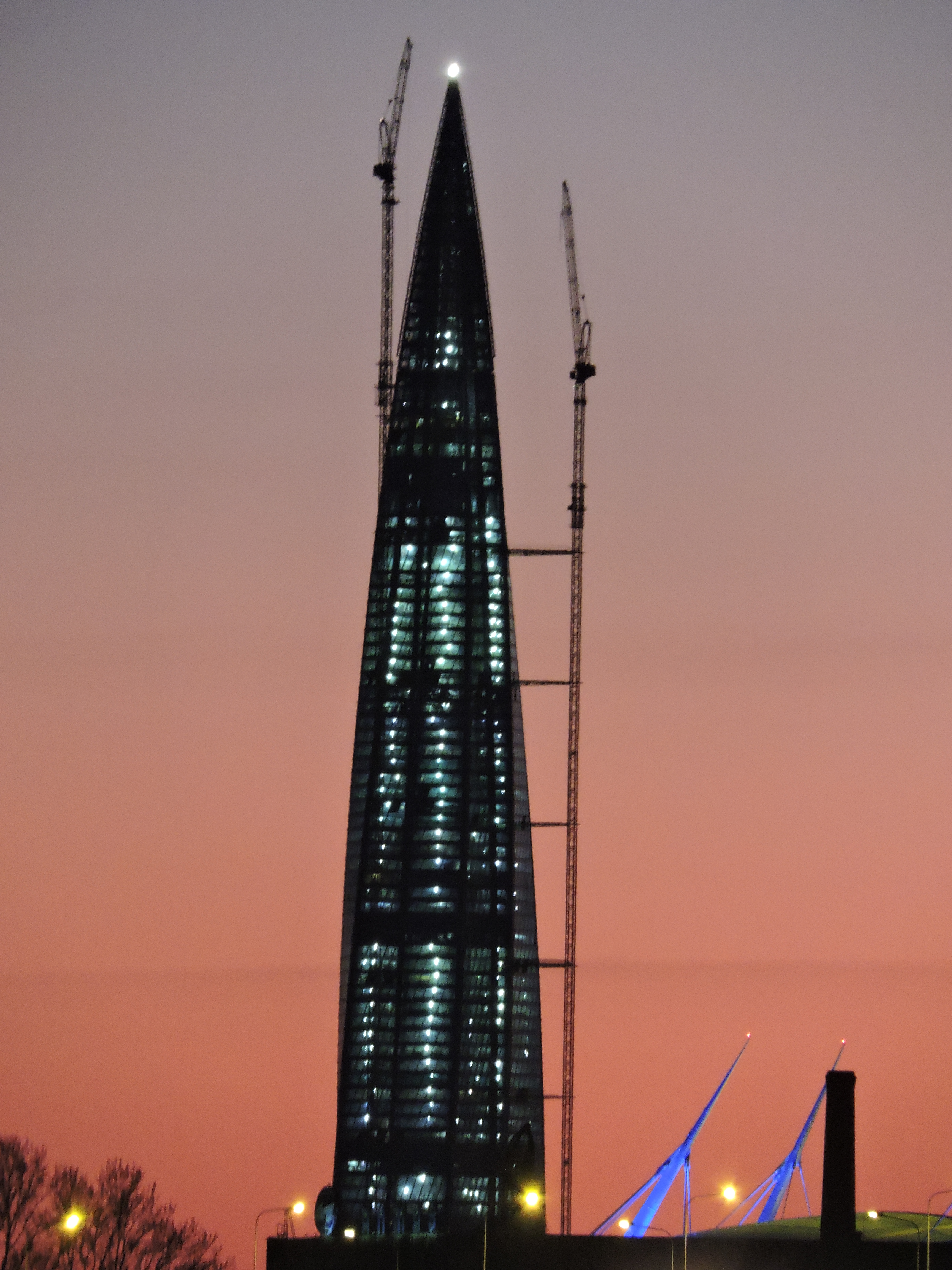
Tháng Năm, 2018
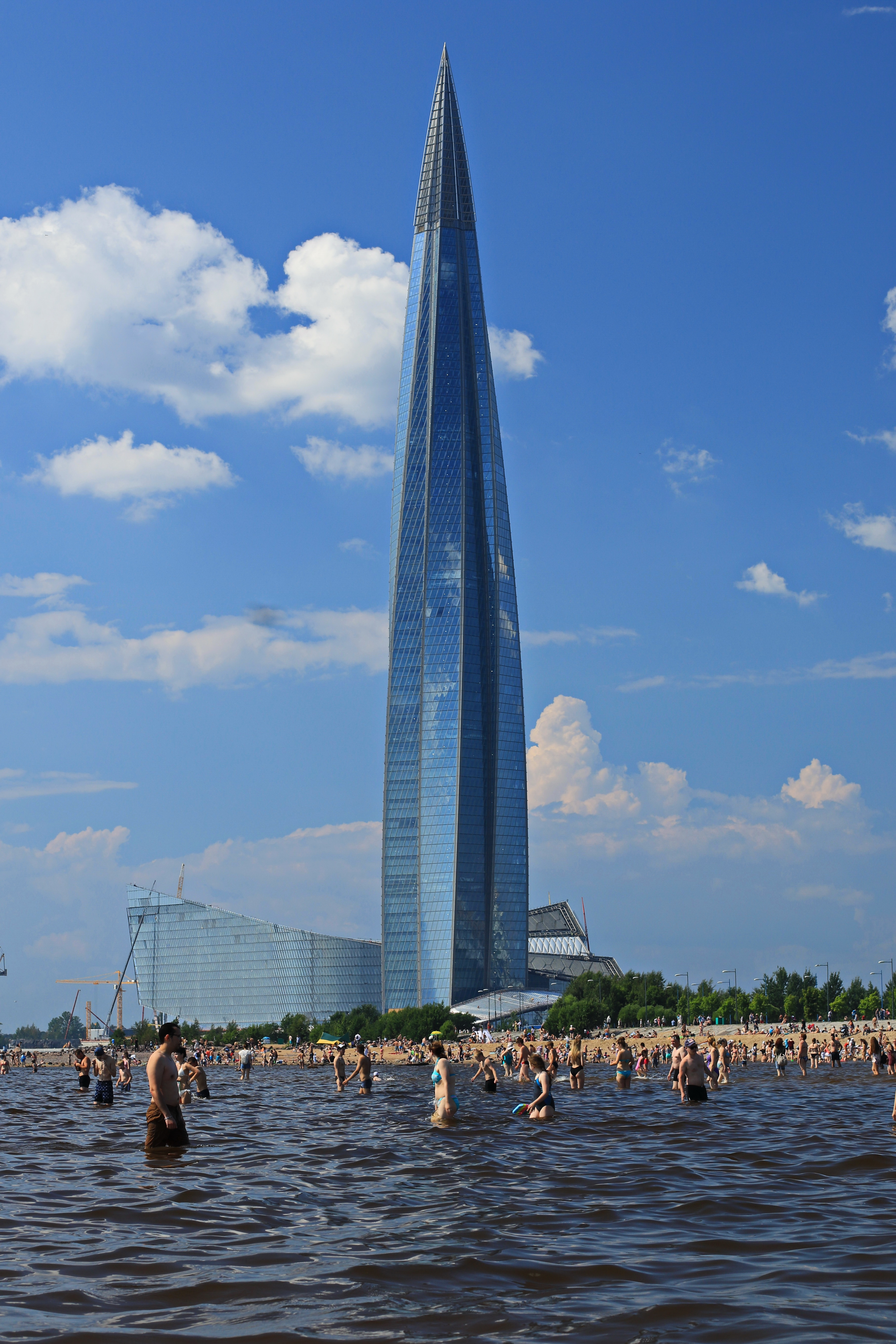
Tháng Sáu 2018
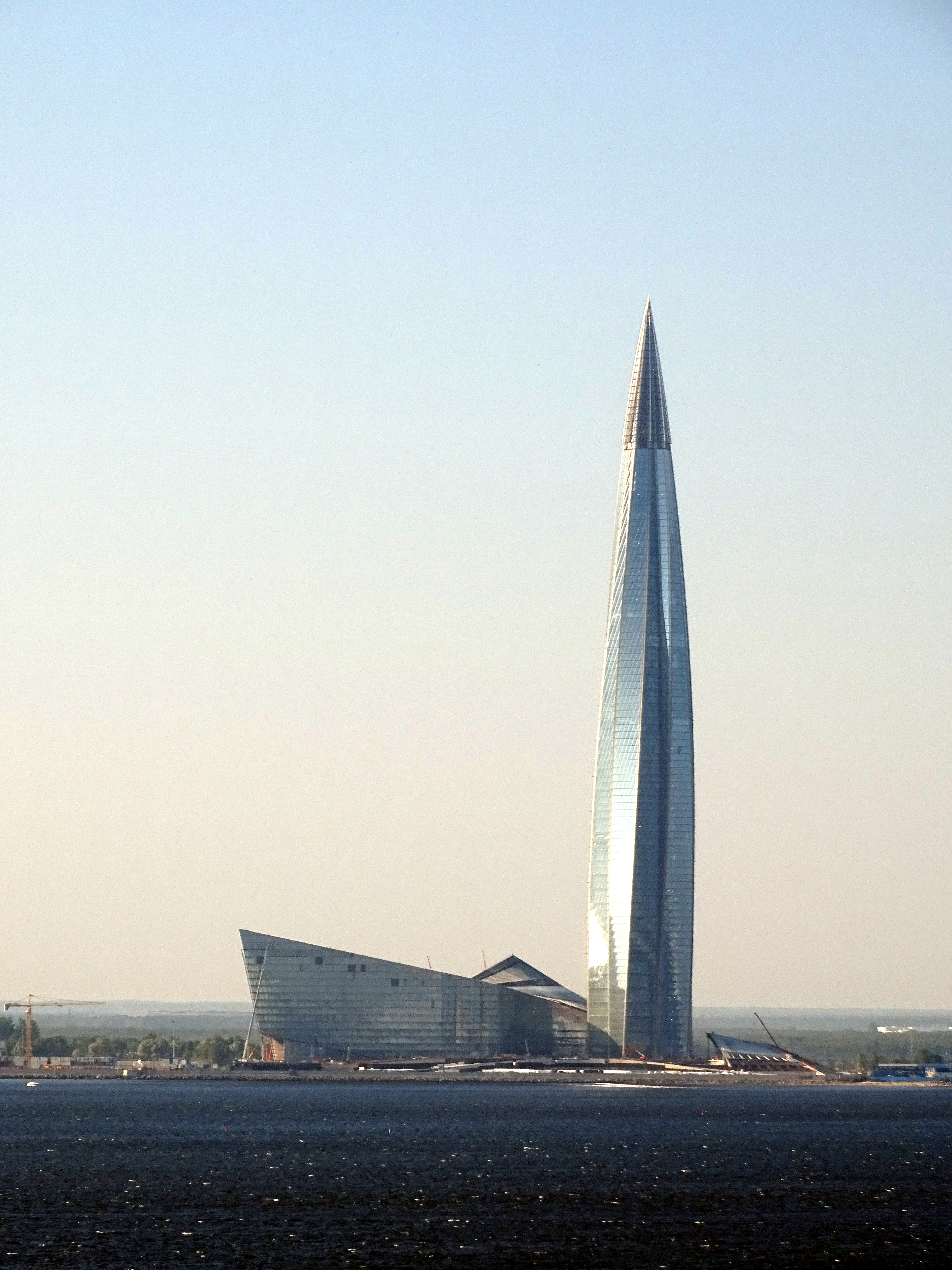
Tháng Mười 2018
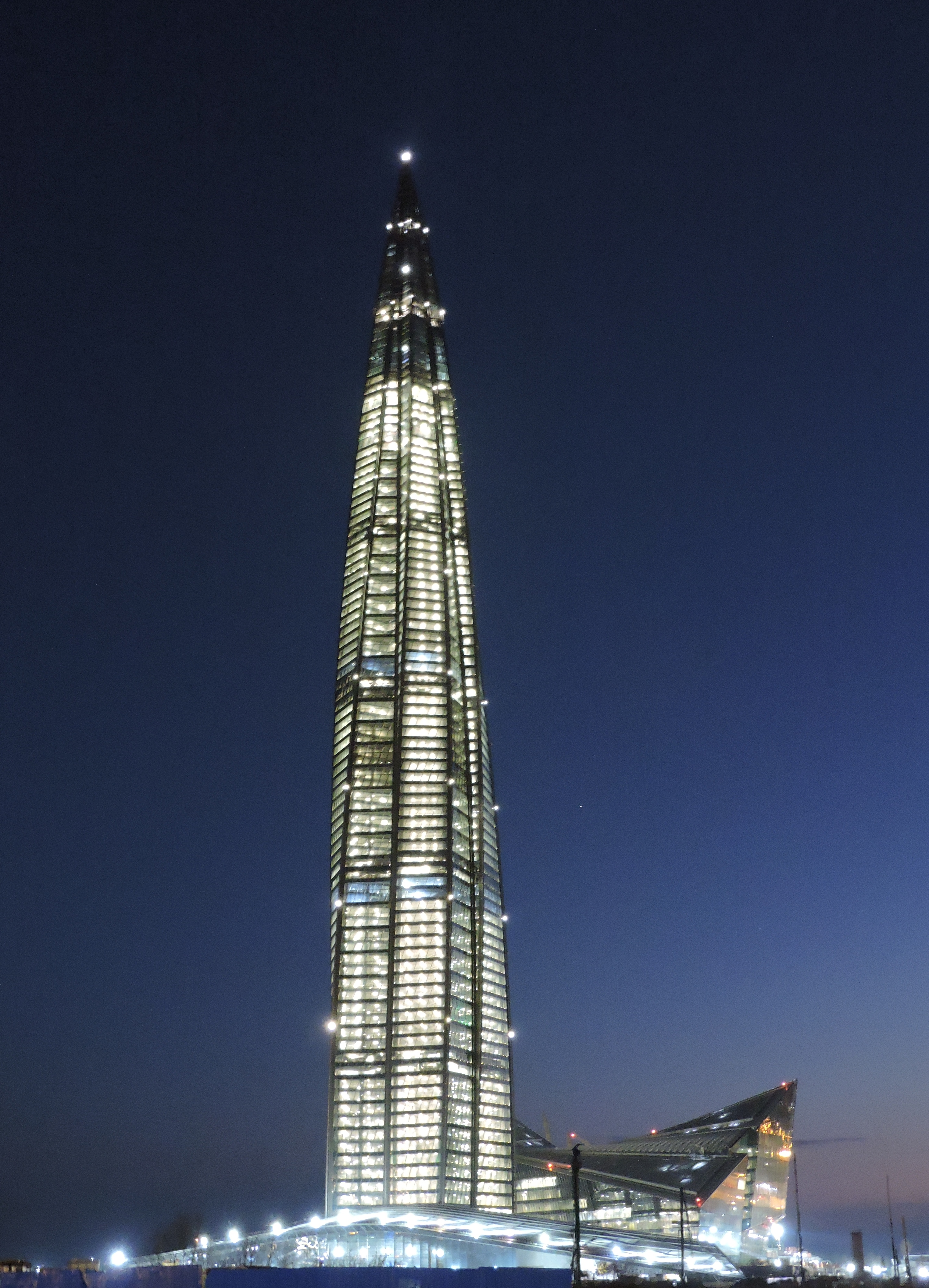
Tháng Tư 2019
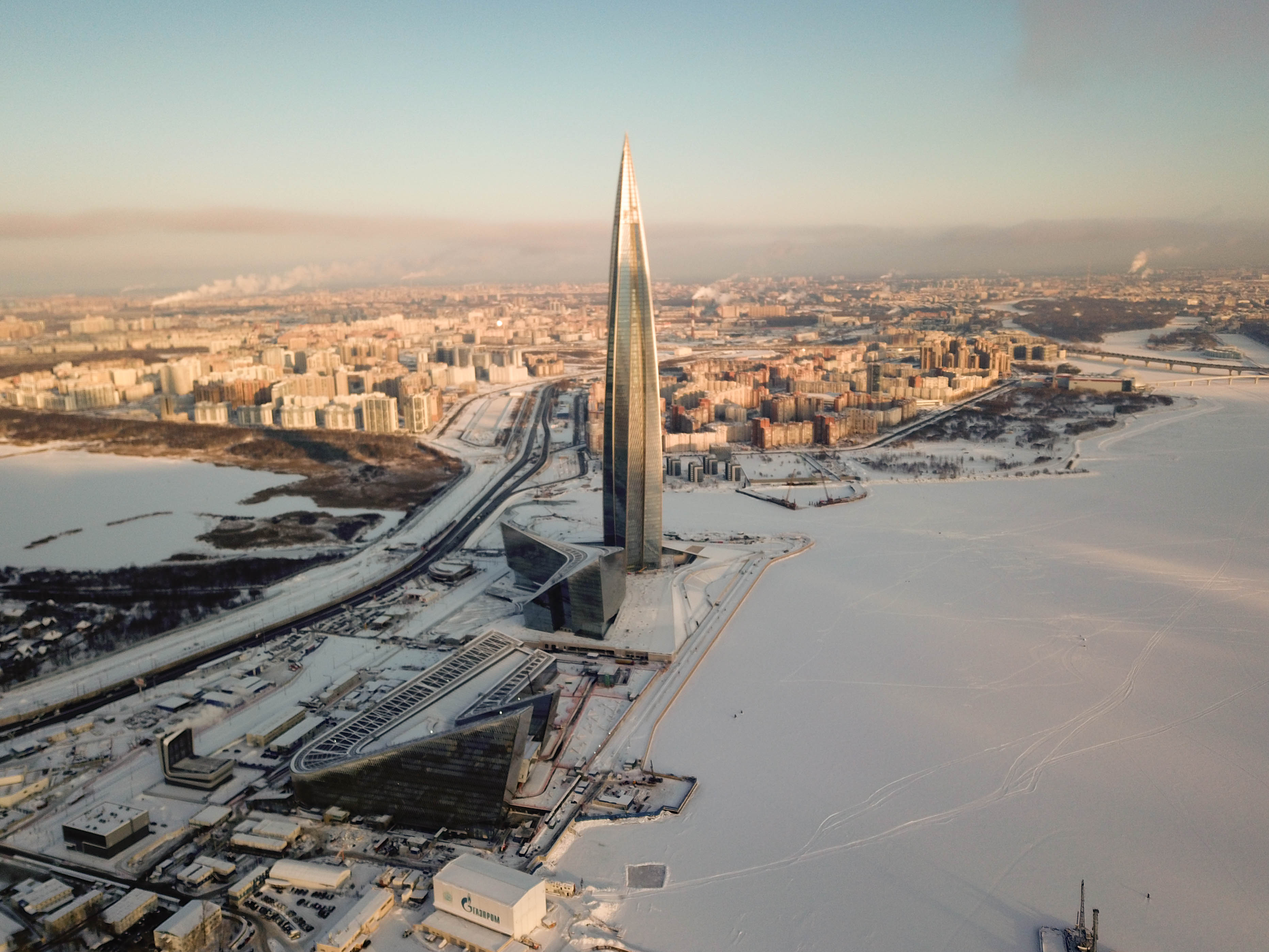
Ngày 2021
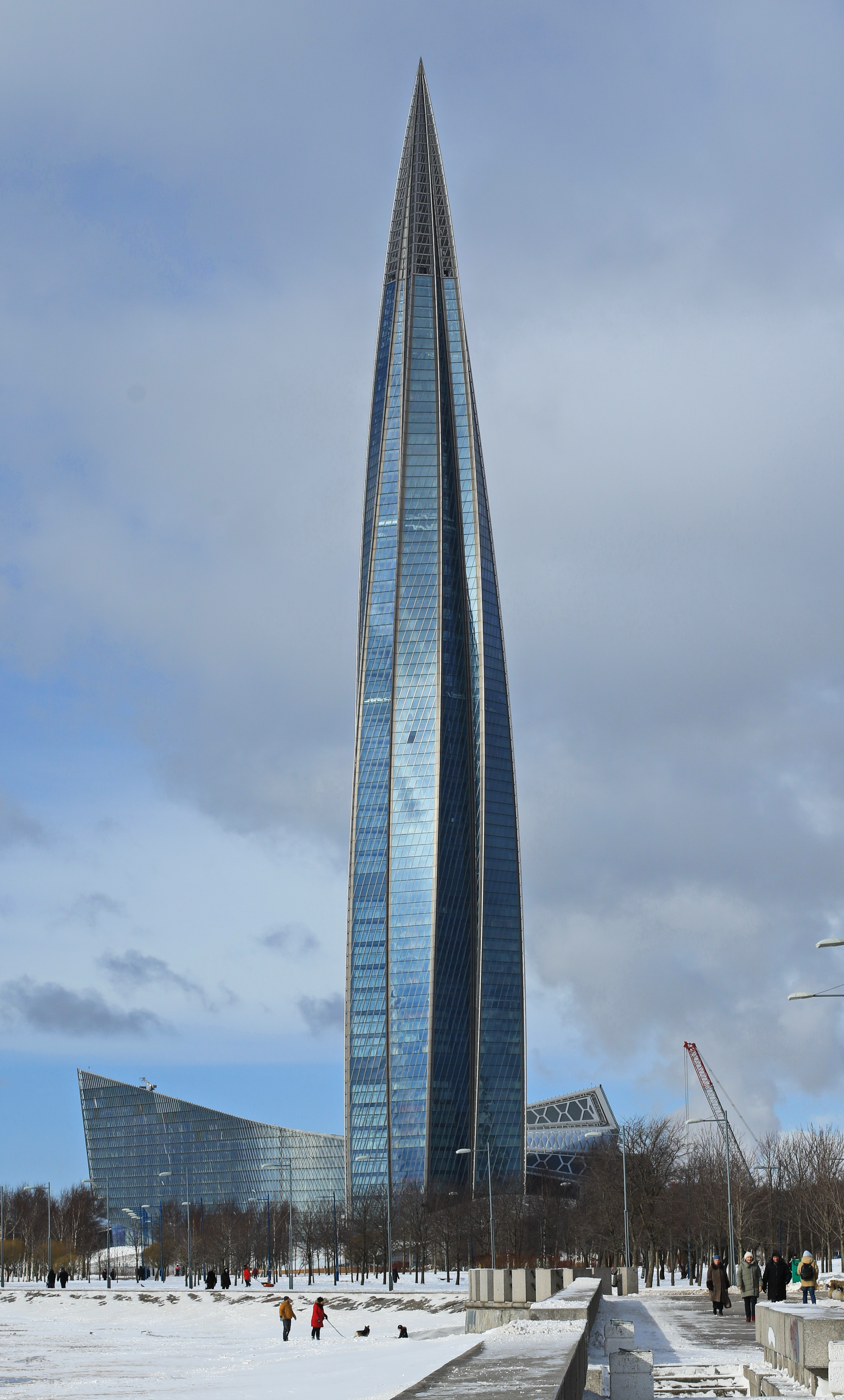
Tháng 3 năm 2021
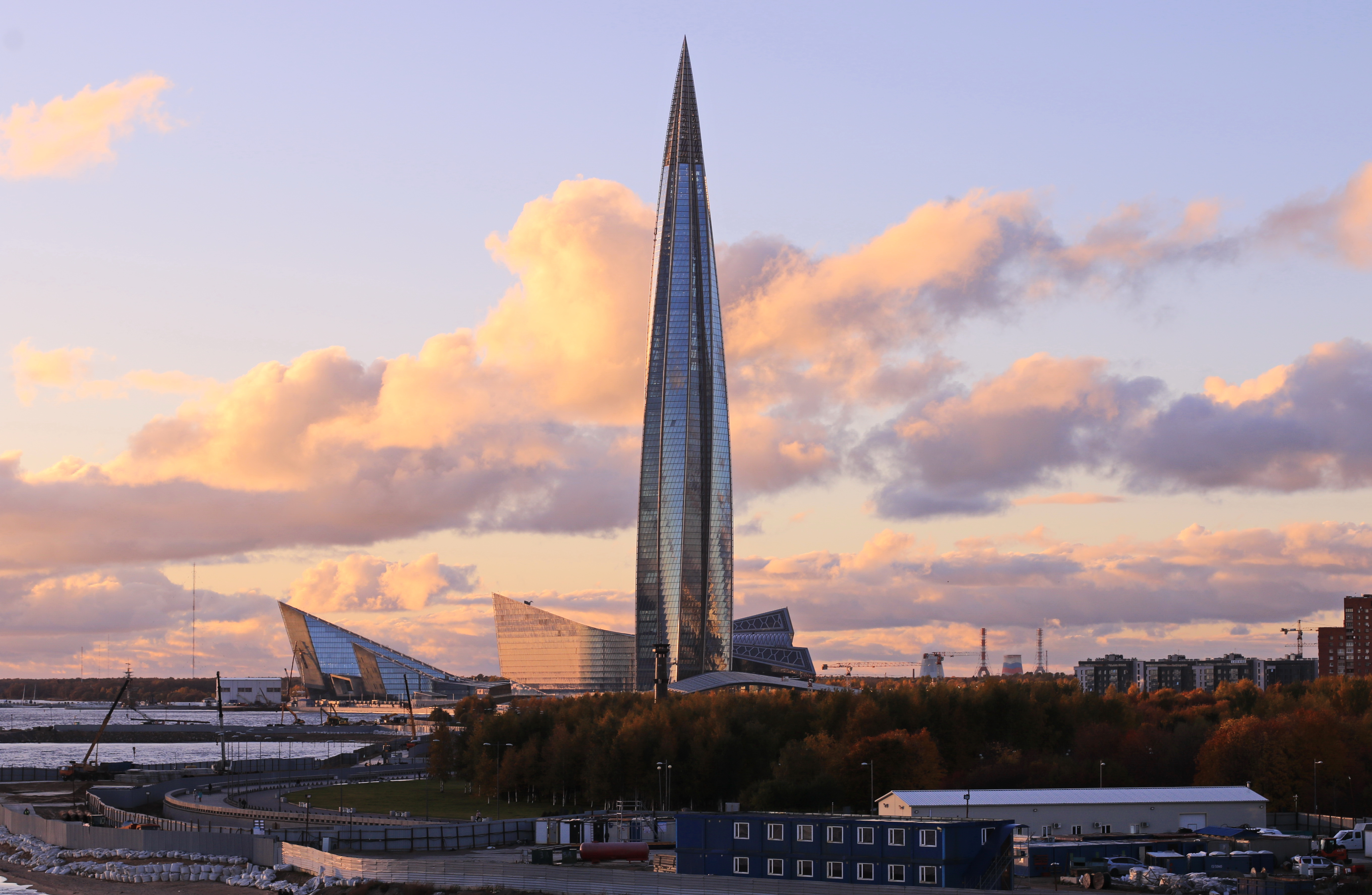
Tháng 10 năm 2022